# Kathleen Lloyd
Kathleen Lloyd, nascuda Kathleen Gackle (Santa Clara, Califòrnia, 13 de setembre de 1948) és una actriu estatunidenca coneguda pel seu paper com a Jane Braxton en Missouri (1976), davant de Marlon Brando i Jack Nicholson.
Va fer més de vuitanta papers entre 1970 i 2003, gairebé tots en sèries de TV, incloent-hi un paper recurrent com a ajudant del fiscal Carol Baldwin en Magnum, P.I. Entre 1983-88, va fer el paper de la infermera Wulfawitz en Hill Street Blues.

## Filmografia
- Missouri (1976)
- L'assassí invisible (The Car) (1977)
- Lady and the Mississippi Queen, dirigida per Robert Butler (1978)
- L'incredible Hulk (1979-1980, sèrie TV)
- És viu 2 (1979)
- Hill Street Blues (1982-83)
- Magnum, P.I. (1983-1988, sèrie TV)
- The Practice (1999-2000)
- Seventh Heaven (2003-2004, sèrie TV)